# تعليب منزلي

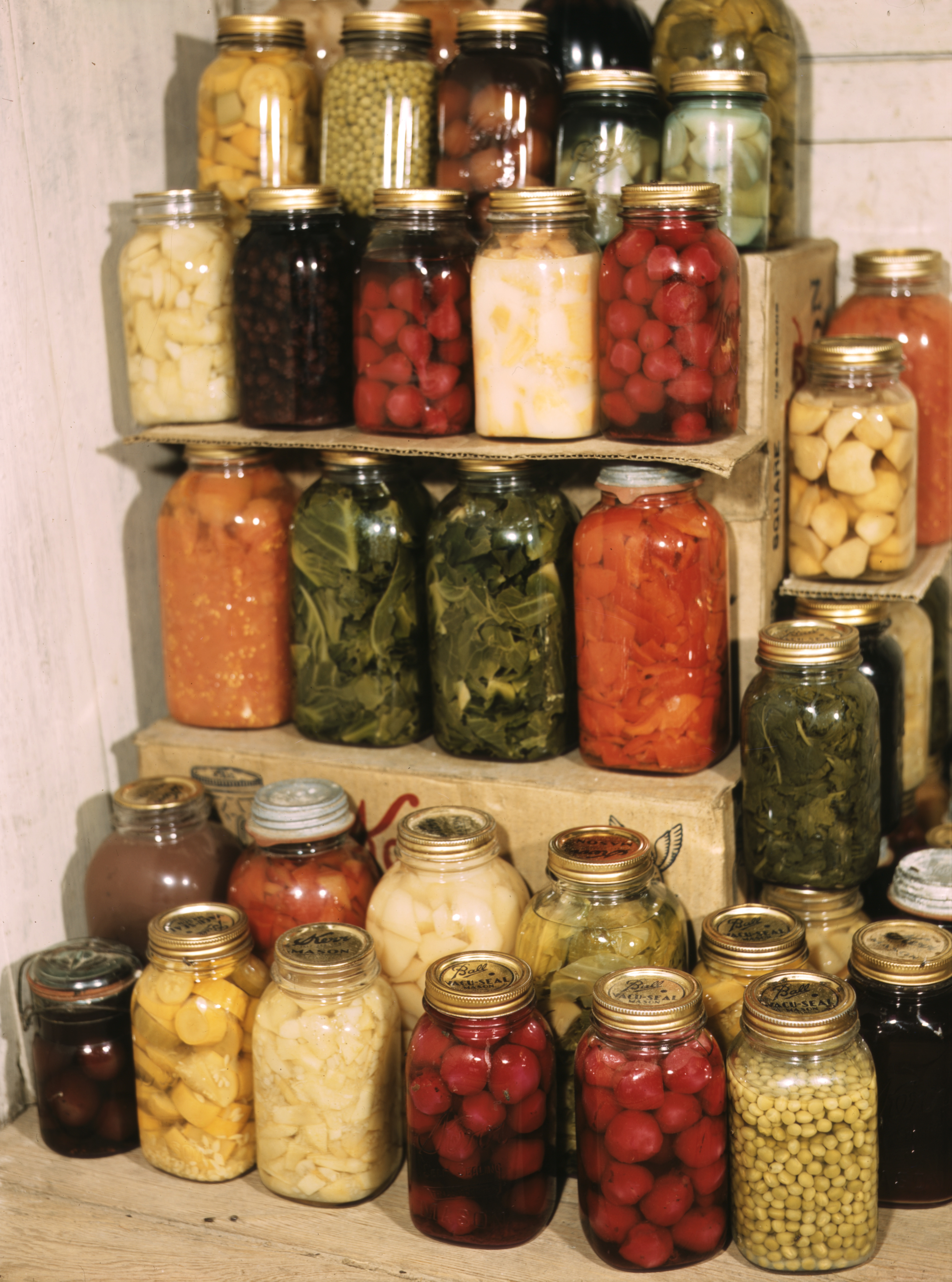
طعام محفوظ في جرار.

التعليب المنزلي وهي عَملية حِفظ الأغذية، بالتحديد، الفاكهة، الخُضروات واللُحوم، بِتعبئتهم دَاخل جِرار زجاجية ومِن ثَم تَسخين هذه الجِرار لقتلِ البكتيريا التي تَنتج عنها التَلف.

## السَلامة

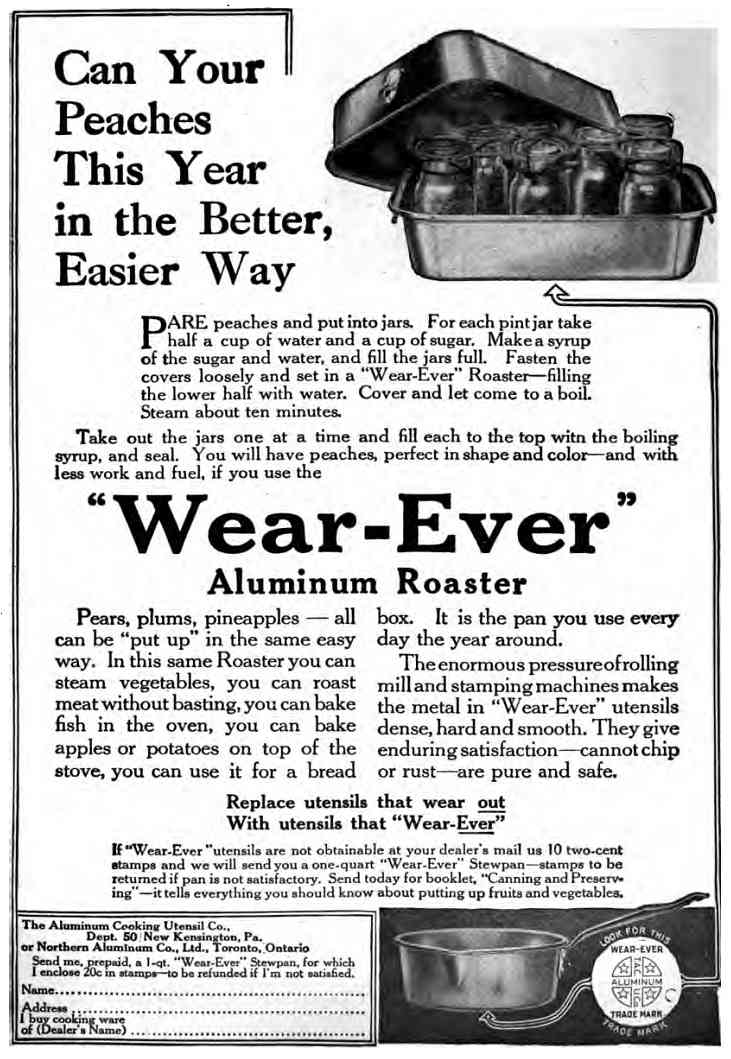
دعاية لعام 1914 لمزيج من حلة بخار و مشواهز الطريقة الموضحة لا تحمى ضد التسمم الوشيقىز

عِندما يَكون مِن المُمكن حِفظ أنواع كَثيرة مِن المَواد الغذائية بأمان، فالتَعليب في المنزلِ مُمكن أن يَعرض المُستهلكين إلى التَسمم الوشيقى أو أنواع أخرى مِن تَسمم الغِذاء إذا تَم بطريقةٍ غير صحيحةٍ. وأكثرالمَصادر شيوعًا للتسممِ الوشيقى الذي يَنتقل عن طريقِ الأغذية هي الأطعمة المُعبئة في المنزلِ المُجهزة بطريقةٍ غير آمنة. مَعايير الأمان يَجب أن تُراعى في التعليبِ المَنزلي، لأن ابتلاع الأغذية المُسممة مِن إنتاج كلوستريديوم البوتولينوم مِن المُمكن أن يُسبب الوفاة. وبسببِ الخُطورة العَالية للأمراضِ والموت المُصاحِب للتقنياتِ غير الصحيحة للتعبئة، اعتبرت وزارة الزراعة الأمريكية أنه مِن الضَروري على المُستهلكين الذين يؤدون التعلبي في المَنزل للحصول على معلومات صَحيحة وحالية مِن مصدر مَوثوق. وأساس هذه التَوصيات هو التَوازن بَين إحضار الطِعام إلى دَرجةٍ حرارةٍ عاليةٍ بما يكفي لفترةٍ طويلةٍ مِن الوَقت كافية لقتلِ الكائنات الدقيقة التي تُسبب الأمراض الناتجة عن التلف ومع ذلك عَدم تَسخين الطِعام كثيرًا حتى لايفقد قِيمته الغِذائية أو استساغته.